# 小謝爾緬齊
48°30′49″N 22°9′40″E / 48.51361°N 22.16111°E
小謝爾緬齊（烏克蘭語：Малі Селменці），是烏克蘭的村落，位於該國西部外喀爾巴阡州，由烏日霍羅德區負責管轄，始建於十三世紀，面積1.69平方公里，海拔高度102米，2022年人口200，人口密度每平方公里118.6人。